# Golanii
Golanii este un scurt-metraj românesc din 2015 regizat de Bogdan Drumea. Rolurile principale au fost interpretate de actorii Adrian Bunea si Mihnea Vlădescu.

## Prezentare
Vlad decide să chiulească de la școală. Este găsit de fratele său, Dragoș, jucând fotbal pe maidan. În drum spre casă, cei doi încearcă să se apropie.

## Distribuție
Distribuția filmului este alcătuită din:
- Mihnea Vlădescu — Dragoș
- Adrian Bunea — Vlad